# Francis Agyepong
Francis Agyepong (Reino Unido, 16 de junio de 1965) es un atleta británico retirado especializado en la prueba de triple salto, en la que consiguió ser subcampeón europeo en pista cubierta en 1996.

## Carrera deportiva
En el Campeonato Europeo de Atletismo en Pista Cubierta de 1996 ganó la medalla de plata en el triple salto, con un salto de 16.93 metros, tras el letón Māris Bružiks  (oro con 16.97 metros) y por delante del armenio Armen Martirosyan.